# Vladimir Cantacuzino
Cneazul (Prințul) Vladimir Cantacuzino (sau Cantacuzin, în rusă Влади́мир Гео́ргиевич Кантаку́зен, n. 7 iulie 1872, Basarabia, Imperiul Rus – d. 16 iulie 1937, Chișinău, România) a fost un general rus, erou al Primului Război Mondial.

## Biografie
Născut în Basarabia, acesta provenea din ramura moscovită a Familiei Cantacuzino. A absolvit în 1892 Școala de Cadeți din Moscova, iar în 1895 Școala de Artilerie din Sankt Petersburg. 
A luptat în Războiul ruso-japonez, unde a fost distins cu gradul de căpitan. În 1913 a absolvit Școala de Ofițeri de Artilerie din Moscova. 
În Primul Război Mondial, a comandat Divizia 9 de Artilerie Cavalerie, unde s-a distins în luptele de pe râul San. În 1917 a fost transferat la comanda regimentului 9 de husari Kiev.
În timpul Războiului Civil din Rusia, acesta a luptat de partea Armatei Albe, în Siberia, sub conducerea amiralului Aleksandr Kolceak. După război, a emigrat în Franța. În 1921 a participat la Primul Congres Monarhist din Bad Reichenhall. Ulterior, s-a stabilit în România. A murit în 1937, la Chișinău (conform altor surse la Ocnița).